# Deycimont
Deycimont település Franciaországban, Vosges megyében. Lakosainak száma 298 fő (2022. január 1.). Deycimont Lépanges-sur-Vologne, Méménil, La Neuveville-devant-Lépanges, Le Roulier és Docelles községekkel határos.

## Népesség
A település népességének változása:
| Lakosok száma | 315  | 312  | 317  | 309  | 308  | 307  | 306  | 304  | 298  |
|               | 2013 | 2015 | 2016 | 2017 | 2018 | 2019 | 2020 | 2021 | 2022 |